# Glenn Ferguson
Glenn Ferguson (* 10. července 1969, Belfast) je severoirský fotbalový útočník, hráč Ards FC, Glenavon FC, Linfield FC a Lisburn Distillery FC. V lize vstřelil 563 gólů v 1040 zápasech. V lize je druhým nejlepším střelcem (po Jimmy Jonesovi). Za 24 let kariéry získal 31 trofejí, z toho 1× pohár a 6× ligu. Po skončení kariéry trénoval v letech 2011–2016 Ballymena United. S klubem vyhrál 2× County Antrim Shield. Na reprezentační úrovni hrál za reprezentaci ligy, B-tým Severního Irska a severoirskou reprezentaci.